# Fall Guys
Ne doit pas être confondu avec Fall Guy.
Fall Guys, anciennement Fall Guys: Ultimate Knockout, est un jeu vidéo de type battle royale multijoueur développé par Mediatonic. Il est publié initialement par Devolver Digital sur Microsoft Windows (via Steam) et PlayStation 4 le 4 août 2020. Ce même jour, le jeu est également proposé gratuitement via l'offre payante PlayStation Plus. Après l'acquisition de Mediatonic par Epic Games, le jeu est sorti le 21 juin 2022 sur Nintendo Switch, PlayStation 5, Xbox One et Xbox Series, date à laquelle il devient free-to-play et cross-platform,. À partir du 16 août 2024, il devient accessible mondialement sur Android et dans l’Union Européenne sur iOS, obtenable depuis l'Epic Games Store Mobile, sorti le même jour.
Il est fortement inspiré des jeux télévisés de course d'obstacles comme Takeshi: à l'assaut du château,, Wipeout et Ninja Warrior ou encore Intervilles où 32 joueurs (40 avant la mise à jour Aventure Infini et 60 avant la Saison 3) doivent surmonter des défis. Le jeu utilise aussi un système de pass de combat pour obtenir diverses récompenses.

## Système de jeu

### Généralités
Fall Guys est un jeu de plateforme multijoueur à la troisième personne, dont le format s'approche du battle royale. Le joueur prend le contrôle d'un "haricot" (Fall Guy en anglais) dont il peut personnaliser l'apparence. Ces haricots peuvent réaliser quatre actions de base : courir, sauter, plonger vers l'avant et attraper. Ils peuvent également avoir des réactions (emotes), ayant un intérêt uniquement esthétique.
Le principe de base du jeu repose sur la course d'obstacles : le joueur doit parvenir à son objectif en étant ralenti le moins possible par les obstacles sur le terrain ou par les autres joueurs. Le jeu dispose d'un moteur physique permettant de gérer les collisions et le sens de l'équilibre des personnages. Par exemple, il est possible de faire tomber un haricot en lui rentrant dedans à une vitesse suffisante. De nombreux obstacles visent à déstabiliser ou à éjecter les joueurs hors de l'aire de jeu.
Chaque partie met en compétition, à son départ, 32 joueurs (anciennement 60 puis 40 joueurs). En fonction des modes de jeu, le nombre de joueurs minimum et maximum peuvent diminuer. Ces joueurs peuvent participer en solo, en duo ou dans un groupe allant jusqu'à quatre joueurs. Les parties sont divisées en épreuves, qui éliminent plus ou moins des participants. Généralement, une partie se compose de quatre épreuves, mais cela peut varier en fonction du nombre d'éliminés sur une ou plusieurs épreuves. À l'issue de chaque partie, chaque joueur reçoit des points de célébrité (comparables à des points d'expérience) en fonction de sa performance. Au lancement, le jeu compte 25 épreuves différentes, et de nouvelles épreuves sont ajoutées à chaque nouvelle saison, mise à jour, tous les deux mois environ.
Lorsqu'un joueur remporte une partie en s'imposant en finale, il obtient une couronne, qui est une monnaie uniquement destinée à augmenter le « rang de couronne » (crown rank) et ainsi débloquer divers éléments de personnalisation.
Un mode créatif permettant de créer sa propre carte est ajouté au jeu en mai 2023 lors de la Saison 4 du jeu free-to-play et est utilisé désormais par les développeurs de niveaux autant que par les joueurs permettant ainsi une meilleure égalité entre ceux-ci.

### Saisons et Pass VIP

#### Saisons (Ancien Système)
Le jeu était basé sur un système de saisons de 2020 à 2023. Tous les 2-3 mois environ, ces derniers étaient renouvelés, apportant de nouvelles épreuves ainsi que des éléments de personnalisation et des changements, de fonctionnalités ou esthétiques, majeurs. Le pass était également remis à zéro à chaque nouvelle saison.
Lors du passage en Free-to-Play (Gratuit pour Tous), le système est reparti à 1 et les anciennes saisons ont obtenu le suffixe (Legacy) derrière leur nom.
| Saison     | Période                                                  | Surnom                                      | Description |
| ---------- | -------------------------------------------------------- | ------------------------------------------- | --- |
| 1 (Legacy) | 4 août 2020 – 8 octobre 2020 (2 mois et 4 jours)         | Ultimate Knockout (K-O Ultime)              | Première saison, inspirée des jeux télévisés Takeshi's Castle, It's a Knockout et Wipeout. |
| 2 (Legacy) | 8 octobre 2020 – 15 décembre 2020 (2 mois et 7 jours)    | Medieval Knockout (K-O Médiéval)            | Saison au thème médiéval, avec 5 nouvelles épreuves, de nouveaux éléments cosmétiques et la possibilité de changer de pseudo et de bannière. |
| 3 (Legacy) | 15 décembre 2020 – 22 mars 2021 (3 mois et 4 jours)      | Winter Knockout (Sports d'Hiver)            | Saison au thème hivernal, avec 7 nouvelles épreuves, de nouveaux éléments cosmétiques et de nouvelles émissions. |
| 4 (Legacy) | 22 mars 2021 – 20 juillet 2021 (3 mois et 28 jours)      | Fall Guys 4041                              | Saison au thème futuriste, avec 9 nouvelles épreuves, de nouveaux éléments cosmétiques, un mode «groupe», des fragments de couronnes, des défis quotidiens et 50 niveaux de passe (au lieu de 40 précédemment) |
| 5 (Legacy) | 20 juillet 2021 – 30 novembre 2021 (4 mois et 10 jours)  | Jungle Adventure (Aventure dans la Jungle)  | Saison sur le thème de la jungle, avec 7 nouvelles épreuves, un mode «duos» et «trios», des évènements ainsi que des éléments de personnalisation. |
| 6 (Legacy) | 30 novembre 2021 – 21 juin 2022 (6 mois et 22 jours)     | Party Spectacular (Fête Spectaculaire)      | Saison sur le thème de la fête et du cirque, avec 6 nouvelles épreuves, des éléments de personnalisation, la possibilité de lier un compte Epic Games pour synchroniser la progression sur PC et PS4, le retour des pseudos personnalisés sur PC et un nouveau type d'épreuve (Invisibiricot). |
| 1          | 21 juin 2022 – 15 septembre 2022 (2 mois et 25 jours)    | Free for All (Gratuit pour tous)            | Saison au thème sportif avec de nouvelles épreuves et de nouvelles cosmétiques. Les saisons ont été remises à 1, le jeu est désormais gratuit, les couronnes ne sont désormais plus une monnaie. Les Émissous (Show-Bucks en Anglais) font leur apparition, ainsi qu'une refonte de la boutique. Les kudos ne servent plus qu'à acheter des objets de rareté "basique". Des défis hebdomadaires font leur apparition à côté des défis quotidiens. Un pass payant (au prix de 950 Émissous) permettra de débloquer les 50 paliers bloqués sur le pass gratuit qui comporte désormais 100 niveaux. |
| 2          | 15 septembre 2022 – 22 novembre 2022 (2 mois et 7 jours) | Satellite Scramble (Ruée Vers le Satellite) | Saison sur le thème de l'espace, avec 8 nouvelles épreuves et de nouvelles cosmétiques. Il y a maintenant 200 niveaux dans le pass de combat (au lieu de 100 précédemment). Désormais, plus de points de célébrités sont accordés en fin d'émission. |
| 3          | 22 novembre 2022 – 10 mai 2023 (5 mois et 18 jours)      | Sunken Secrets (Trésors Engloutis)          | Saison au thème sous-marin, avec 5 nouvelles épreuves dont un nouveau mode qui fait son apparition, le Contre-la-Montre, de nouvelles cosmétiques, la possibilité de gagner 2 skins avec les missions marathons, des fragments de couronnes avec les défis quotidiens et hebdomadaire ainsi qu'une nouvelle mécanique de glissade. De plus, il est désormais possible de visualiser les célébrations de victoire directement dans le jeu. Pour finir, les saisons durent désormais plus longtemps, une rotation de maps est mise en place et le Matchmaking en Solo est limité à 40 joueurs (60 précédemment). |
| 4          | 10 mai 2023 – 16 août 2023 (3 mois et 6 jours)           | Creative Construction (Chantier Créatif)    | Saison autour du thème de la construction, avec 50 nouvelles épreuves (dont 20 disponibles au lancement) où une nouvelle fonctionnalité majeure fait son apparition : le mode Créatif. Une refonte partielle du jeu a été effectuée avec l'ajout d'un nouvel onglet pour le mode créatif, un nouveau design de l'interface de choix des émissions ainsi que le nouveau fonctionnement du pass de combat. En effet, ce sont désormais 3 pass en 1 saison (avec des dates prédéfinies), un changement de prix avec 600 Émissous pour acheter le pass payant (au lieu de 950 depuis la saison 1), et un nombre de niveaux réduit avec 120 paliers par pass (au lieu de 200 précédemment). De plus, le Matchmaking est désormais limité à 40 joueurs dans tous les modes de jeu. Pour finir, une nouvelle rotation de maps est disponible remplaçant ainsi celle de la saison 3. |

#### Mise à Jour (Système Actuel)
À la fin de la Saison 4, le système des saisons a été supprimé. Désormais, ce seront des mises à jour plus fréquentes qui succèderont à ce fonctionnement,. Elles permettront d'avoir un renouvellement continu sur le jeu et d'éviter que ce dernier se retrouve sans nouveau contenu pendant un long moment (à l'instar de la Saison 6 (Legacy) et la Saison 3). Le système de Saison restera ainsi à 4 pour l'instant.
| Numéro | Période                                                  | Surnom                                                    | Description |
| ------ | -------------------------------------------------------- | --------------------------------------------------------- | --- |
| 1      | 16 août 2023 – 27 septembre 2023 (1 mois et 11 jours)    | Summer Breeze (Brise Estivale)                            | Le format de saison est délaissé pour laisser place aux mises à jour "mensuelles" (anciennement Saisonnières). De plus, le Ventilateur portatif est l'objet phare de cette mise à jour mais ce n'est pas le seul car d'autres éléments ont été ajoutés au créatif. Enfin, sortie de 10 anciennes manches du "Coffre-Fort" et rotation de certaines manches créatives. |
| 2      | 27 septembre 2023 – 7 novembre 2023 (1 mois et 11 jours) | Fall Force (Force Automnale)                              | Une refonte de l'interface utilisateur a été effectué, les icones de menu ne sont plus les mêmes et les couleurs prédominantes ont changé. Le sélecteur d'arrière-plan fait son apparition dans le Créatif (choix entre 5 modes) et plein d'objets y ont été ajoutés (comme le Poing Portatif qui est l'objet majeur de la mise à jour). Pour finir, 5 anciennes manches ont été sortie du "Coffre-Fort". |
| 3      | 7 novembre 2023 – 6 décembre 2023 (29 jours)             | Tool Up (A vos Outils !)                                  | Des ajouts majeurs ont été fait au créatif, avec le passage du budget de 1000 à 2000, le choix de la musique par le créateur, la superposition d'objets, ainsi que l'apparition de l'arrière-plan hivernal se cumulant à l'ajout d'effets visuels (ici, la neige). Par ailleurs, 7 manches ont été sortie du "Coffre-Fort" et de nombreux bugs sont résolus. |
| 4      | 6 décembre 2023 – 23 janvier 2024 (1 mois et 17 jours)   | Power Party (Équipe de Choc)                              | Les bonus (Power-up) font leur apparition dans le jeu, avec ici l'ajout de la roulade, changeant la mécanique de jeu sur les modes Créatifs. De plus, certains des objets du créatif bénéficie désormais de la mise à l'échelle (réglage de la hauteur, largeur et longueur) et 2 nouveaux objets y ont été ajoutés, le Pont-Levis ainsi que le Quart de Tuyau. Afin de faciliter la jouabilité des manches créatives de la communauté, l'onglet Découverte a été ajouté dans le menu du choix des manches, cependant ce menu n'est qu'en version bêta pour l'instant. Enfin, beaucoup de bugs ont été résolus. |
| 5      | 23 janvier 2024 – 28 février 2024 (1 mois et 5 jours)    | Shapes and Stickers (Autocollants et Formes géométriques) | Ajout des stickers qui peuvent être utilisés pour décorer les niveaux créatifs ainsi que des "Formes Primitives", nouveaux objets géométriques. Modification de la mise à l'échelle qui est disponible maintenant pour plus d'objets. De plus, un nouvel arrière-plan fait son apparition, le Spatial. Pour finir, l'interface du menu a été retravaillé pour plus d'ergonomie. |
| 6      | 28 février 2024 – 7 mai 2024 (2 mois et 9 jours)         | Survival Update (Mise à Jour Survie)                      | La survie est désormais intégrée au mode créatif, constituant la principale nouveauté de cette mise à jour, un nouvel arrière-plan volcan a été ajouté ainsi que de nouveaux objets au mode créatif comme les balles rebondissantes et les tuiles hexagonales, en outre, de nouveaux bonus ont été introduits, notamment l'invisibilité et le "Chamboule-Tout". Ce mode inclut une émission spéciale, le défi de survie. Enfin, il est maintenant possible d'attribuer des "j'aime" aux manches créatives qui ont été jouées. |
| 7      | 7 mai 2024 – 11 juin 2024 (1 mois et 4 jours)            | Fall Forever (Aventure Infinie)                           | Le nouveau mode de jeu, nommé Exploration, offre une expérience de jeu infinie où l'attente après la ligne d'arrivée n'est plus requise et les manches peuvent être passées si elles ne conviennent pas. Ce mode introduit également des fonctionnalités sociales inédites, permettant la communication entre joueurs et la possibilité d'aider un autre joueur en le portant sur son dos. Des améliorations et des corrections ont été apportées au mode créatif, comme l'ajout d'un arrière-plan Jungle et l'extension de la limite de temps à 30 minutes. La physique du personnage a aussi été améliorée pour une meilleure jouabilité. Par ailleurs, le mode Solo est renommé en Mode Tournois avec un nouveau fonctionnement : le matchmaking est désormais limité à 32 joueurs pour 3 manches, et ce, aussi bien en Duos qu'en Groupes. La rotation des maps est supprimée au profit d'une mise à jour plus régulière. À la suite de ces modifications, le Choix de la Partie se divise en deux catégories distinctes : les modes Tournois (Solo, Duo, Groupe) et le mode Exploration. |
| 8      | 11 juin 2024 – 23 juillet 2024 (1 mois et 12 jours)      | 11 juin 2024 – 23 juillet 2024 (1 mois et 12 jours)       | Cette mise à jour offre des améliorations visuelles et une meilleure gestion de la caméra dans les espaces restreints, ainsi qu'une optimisation de l'interaction avec les plateformes. De plus, quatre épreuves d'équipe classiques ont été réintroduites pour les modes Duos et Groupes, accompagnées de la correction de plusieurs bugs. |
| 9      | 23 juillet 2024 – 3 septembre 2024 (1 mois et 11 jours)  | 23 juillet 2024 – 3 septembre 2024 (1 mois et 11 jours)   | La dernière mise à jour a introduit des arrière-plans de lobby en 3D et a également instauré une nouvelle rotation pour le mode Tournois, remplaçant ainsi celle de la mise à jour précédente. De plus 4 manches classiques ont été ajoutés aux modes Solo, Duos et Groupes. Le mode créatif a bénéficié de multiples améliorations, notamment la possibilité de gérer la visibilité et la collision pour certains objets, de nouveaux réglages pour le contrôleur de rotation et une plus grande précision des mouvements. Enfin, de nombreux bugs ont été corrigés, y compris celui affectant les trophées sur PlayStation. |
| 10     | 3 septembre 2024 – 8 octobre 2024 (1 mois et 5 jours)    | Scrapyard Stumble (Férus de Ferrailles)                   | Avec cette mise à jour, le mode créatif s'enrichit considérablement, intégrant des propriétés physiques telles que la gravité et le poids des obstacles, un arrière-plan inédit et de nouvelles décorations. Elle introduit également des objets destructibles grâce à un nouveau bonus : le poulet en plastique. Par ailleurs, le mode Points peut désormais être choisi lors de l'élaboration d'une manche en mode créatif. Pour finir, le mode Tournois profite d'une mise à jour de sa rotation et le jeu de plusieurs optimisations de gameplay. |
| 11     | 8 octobre 2024 – 7 novembre 2024 (30 jours)              | Falloween 2024                                            | La dernière mise à jour a apporté plusieurs ajouts au mode créatif avec l'introduction de trapèzes et de nouveaux autocollants. Elle a également introduit de nouvelles épreuves dans le mode Tournois ainsi que le mode "Voleurs de Bonbons" qui est de retour pendant toute la durée de la mise à jour. Pour finir, les parties dites «Classique» ont été regroupées dans un groupe portant le même nom et de nombreux bugs ont été résolus. |
| 12     | 7 novembre 2024 – 10 décembre 2024 (1 mois et 3 jours)   | 7 novembre 2024 – 10 décembre 2024 (1 mois et 3 jours)    | Le nouveau mode "Les Créateurs sous le Feu des Projecteurs" fait son apparition dans cette mise jour faisant ainsi de Tournois un mode spécifique aux manches crées par Mediatonic. De plus, la qualité de vie a été améliorée par l'ajout de nouveaux émoticônes et expressions au choix anciennement prédéfinis. Enfin, le créatif dispose désormais d'une palette de couleur personnalisable. |
| 13     | 10 décembre 2024 – 4 février 2025 (1 mois et 25 jours)   | 10 décembre 2024 – 4 février 2025 (1 mois et 25 jours)    | Cette mise à jour permet aux joueurs de mettre de la gélatine sur différents objets en mode créatif, ainsi que de personnaliser la couleur de celle-ci. Le budget en créatif a augmenté, passant de 2000 à 2500. Cette mise à jour a également introduit deux nouveaux modes de jeu : le mode "Folie givrée" contenant des revisites hivernales des niveaux nouvellement créés et le mode "Pingouin en folie" contenant uniquement des manches utilisant le pingouin "Bert". De nouvelles manches sur le thème du Far West ont rejoint le mode Tournois. Enfin, quelques bugs ont été résolu dont celui des crashs sur les diverses plateformes. |
| 14     | 4 février 2025 – 1er avril 2025 (1 mois et 28 jours)     | Fall and Fantasy                                          | Cette mise à jour a ajouté deux nouveaux arrières-plans au mode créatif : "Festival" de la Saison 6 (Legacy) et "L'Antre du Dragon" (inédit) ainsi que de nouvelles décorations et effets visuels sur ce même thème nouvellement intégré. De toutes nouvelles musiques d'ambiances (menu, attente entre manches et en partie) ont été ajoutées suivant ce nouveau thème, remplaçant les anciens. De plus, il est désormais possible d'afficher son pallier de couronne directement à côté de son pseudo mais aussi sur celui des autres joueurs (s'ils ont activé l'option). Enfin, 5 nouveaux niveaux ont rejoint le mode Tournois et la manche Pic Glacé a été sortie du Coffre-Fort. |
| 15     | 1er avril 2025 – 27 mai 2025 (1 mois et 26 jours)        | Ranked Knockout (Tournois Classé)                         | Le mode "Tournois Classé" est le principal ajout de cette mise à jour. Il permet de jouer à Fall Guys de manière plus compétitive et de recevoir des récompenses en fonction du plus haut rang atteint. En effet, ce mode repose sur un système de points : plus les joueurs réussissent de manches, plus ils accumulent de points. Cependant, à mesure qu'ils progressent dans les rangs, il devient plus difficile d'en gagner (sauf en cas de victoire) et plus facile d'en perdre. De plus, cette mise à jour apporte de nouveaux niveaux sur le thème de la forêt grâce aux nouvelles décorations, au nouvel arrière-plan "Minuit" et effets visuels (herbe, feuilles, lucioles) ajoutés dans cette même mise à jour. Pour finir la manche Rebonds en folie a été retiré du Coffre-Fort. |
| 16     | 27 mai 2025 – 29 juillet 2025 (2 mois et 2 jours)        | Yeetropolis (Dégringopolis)                               | Le mode Créatif a été amélioré lors de cette mise à jour, introduisant un nouvel arrière-plan nommé "Dégringopolis" et intégrant celui de Saison 1, "Stadium". De plus, 2 autres effets y ont été ajoutés et le système de liaison a été repensé avec, entre autres, la possibilité de gérer les connexions inter-objets depuis l'onglet d'édition. Aussi, à partir de cette mise à jour, les Kudos redeviennent une monnaie gagnable en fin de partie. Enfin, la manche Toboggan aux Cerceaux a été sortie du Coffre-Fort. |
| 17     | 29 juillet 2025 – (En cours: 20 jours)                   | Tropical Tides (Marées Tropicales)                        | Cette mise à jour sur le thème de la plage ajoute des nouveautés au mode créatif, comme le contrôleur de mouvement permettant de sélectionner des objets à faire pivoter, de nouveaux acessoires, la possibilité de désactiver la visibilité de certains obstacles ainsi que les arrières plans "Dans les nuages" (Saison 1) et "Blunderplage" (Inédit) avec la particularité que ce dernier ajoute de l'eau dans son décor. Cette mise à jour apporte aussi de nouvelles décorations sur le thème de la plage et les nouveautés apportées au mode créatif sont mises à l'honneur dans 4 nouvelles manches crées par Mediatonic notamment dans l'émission "Blunderplage des Haricots". Le mode Tournois possède désormais plus de 100 manches toutes créées par Mediatonic et de nombreuses variations de niveaux classiques ainsi que Autoroute Cosmique et Carte Céleste ont été sorties du Coffre-Fort. Pour finir, le jeu tourne désormais à 60 images par seconde sur Nintendo Switch 2.                                                                                                 |

#### Pass VIP
Depuis la Saison 4, le système des pass a été modifié. Désormais, les pass payants s'appelleront Pass VIP (anciennement nommé Pass de Combat) et chacun auront leur mise à jour associé (seuls les trois premiers pass faisaient partie de la saison 4).
Ils possédaient du Pass 5 à 8 inclus, 160 niveaux avec des récompenses diverses jusqu'au palier 40. Par la suite, seuls des fragments de couronnes (gratuit) et quelques skins (exclusivité VIP) étaient obtenables. Depuis le Pass 10, 70 niveaux se succèdent et offrent une diversité de récompenses tout au long de leur progression.

### Déroulement de partie
Dans tous les modes de jeu, les épreuves sont sélectionnées de manière aléatoire selon le nombre de joueurs, à moins qu'une émission spéciale ne soit choisie, ce qui pourrait alors influencer cette sélection.
Il existe cinq types d'épreuves principales[réf. obsolète] :
- Les courses, où le but est de franchir la ligne d'arrivée, ceux n'ayant pas atteint la ligne d'arrivée sont éliminés ;
- La survie, où il faut rester sur l'aire de jeu jusqu'à la fin de l'épreuve, sans tomber dans la gélatine (une substance liquide rose) qui est éliminatoire ;
- Les manches de points, où il faut chasser les autres joueurs ou des objets spécifiques afin d'obtenir des points ;
- Les manches en équipe, où les joueurs sont répartis aléatoirement en deux, trois ou quatre équipes avec pour but de ne pas finir dernier, car seule la dernière équipe est éliminée ;
- Les épreuves de logique, où le but est de faire fonctionner sa logique avec des fruits ou des objets de l'espace.

Mais il existe aussi deux types d'épreuves spéciales : 
- Le Contre-La-Montre, où le joueur doit faire le meilleur temps en 5 min pour pouvoir se qualifier car seuls les 25% des premiers meilleurs temps seront les vainqueurs ;
- INVISIBIRICOT, où les joueurs sont séparés en deux équipes, l'une étant invisible (sauf si les joueurs courent, sautent ou plongent) et l'autre les pourchassant[36].

Enfin, la finale se joue de 2 à 10 joueurs où un seul joueur seulement pourra gagner la partie, et donc une couronne. Gagner la partie permet également de gagner beaucoup plus de points de célébrité.

### Épreuves
À partir de la saison 3, une rotation est mise en place pour faciliter le travail des développeurs rendant ainsi certaines épreuves impossibles à jouer (elles sont mises dans ce que les développeurs appellent "Le Coffre-Fort" (The Vault)). Depuis la mise à jour "Aventure Infini", cette rotation a été remplacée par un mécanisme de réactualisation permettant un remplacement d'épreuves plus fréquentes en mode Tournois (anciennement Solo lors de la mise à jour). Les modes Duos et Groupes restent cependant soumis à ce "Coffre-Fort".
Depuis la mise à jour "Marées Tropicales", les deux modes Tournois (Tournois "Classique" et Tournois Classé) fonctionnent différemment. Seul le mode Tournois Classé hérite de cette réactualisation tandis que le mode Tournois inclut maintenant plus de 100 niveaux combinant des manches "Unity" et "Créative" créées par Mediatonic sans restriction, tout en restant soumis au "Coffre-Fort".
Actuellement, 30 épreuves sont disponibles en Tournois Classé (dont 18 manches "Unity"), et 60 épreuves le sont en Solo ainsi que 68 en Duos et Groupes (ne contenant que des manches "Unity").
| Nom de l'épreuve               | Type d'épreuve     | Saison de sortie | Disponibilité            | Catégorisation |
| ------------------------------ | ------------------ | ---------------- | ------------------------ | -------------- |
| MASSACREURS DE BOUTONS         | Épreuve de points  | 4 (Legacy)       | Jouable (Solo, Tournois) | Unity          |
| ATTRAPE QUEUES EN ÉQUIPE       | Épreuves d'équipe  | 1 (Legacy)       | Jouable (Duos, Groupes)  | Unity          |
| LES PROS DU SAUT               | Épreuve de survie  | 1 (Legacy)       | Jouable                  | Unity          |
| USINE URGENTE                  | Épreuve de points  | 2                | Jouable                  | Unity          |
| WIPEOUT WAVES                  | Épreuve de survie  | 4.9              | Jouable (Tournois)       | Créative       |
| BONDS SUR LE BATEAU            | Épreuve de survie  | 4.9              | Jouable (Tournois)       | Créative       |
| COURSE SPATIALE                | Épreuve de course  | 2                | Jouable                  | Unity          |
| PIC GLACÉ                      | Épreuve de course  | 3 (Legacy)       | Jouable                  | Unity          |
| LONG-CIRCUIT                   | Épreuve de course  | 4 (Legacy)       | Jouable (Solo, Tournois) | Unity          |
| AUTOROUTE COSMIQUE             | Épreuve de course  | 2                | Jouable                  | Unity          |
| SENTIER DES ÉNIGMES            | Épreuve de course  | 3                | Non Jouable              | Unity          |
| POOL PARTY DES PINGOUINS       | Épreuve de points  | 5 (Legacy)       | Jouable                  | Unity          |
| CARTE CELESTE                  | Épreuve de course  | 2                | Jouable                  | Unity          |
| BAZAR ROYAL                    | Finale             | 1 (Legacy)       | Jouable                  | Unity          |
| TOBOGGANS AUX CERCEAUX         | Épreuve de points  | 3                | Jouable                  | Unity          |
| ÇA ROULE                       | Épreuve de survie  | 1 (Legacy)       | Jouable                  | Unity          |
| HAUTE VOLTIGE                  | Épreuve de points  | 6 (Legacy)       | Jouable (Solo, Tournois) | Unity          |
| L'HEURE DU GOÛTER              | Épreuve de course  | 4.9              | Jouable (Tournois)       | Créative       |
| BASKETFALL                     | Épreuves d'équipe  | 4 (Legacy)       | Jouable (Duos, Groupes)  | Unity          |
| VENTILATEURS D'AVION           | Épreuve de course  | 2 (Legacy)       | Jouable                  | Unity          |
| GARE AUX BLOCS                 | Épreuve de survie  | 1 (Legacy)       | Non Jouable              | Unity          |
| AIMENTS DEMENTS                | Épreuve de survie  | 4.10             | Jouable (Tournois)       | Créative       |
| GLISSADE ET CARAMBOLAGE        | Épreuve de points  | 4.10             | Jouable (Tournois)       | Créative       |
| FORMES                         | Épreuve de survie  | 4.10             | Jouable (Tournois)       | Créative       |
| PERKUTE-PORTE                  | Épreuve de course  | 1 (Legacy)       | Jouable                  | Unity          |
| LA TOUR GÉLATINEUSE            | Épreuve de course  | 4 (Legacy)       | Jouable                  | Unity          |
| RUÉE VERS LES PORTES           | Épreuve de course  | 1 (Legacy)       | Jouable                  | Unity          |
| ŒUFS BROUILLÉS                 | Épreuves d'équipe  | 1 (Legacy)       | Jouable (Duos, Groupes)  | Unity          |
| MIND THE GAP                   | Épreuve de course  | 4.10             | Jouable (Tournois)       | Créative       |
| TOP OF THE TRASH               | Épreuve de points  | 4.10             | Jouable (Tournois)       | Créative       |
| À L'ASSAUT DES ŒUFS            | Épreuves d'équipe  | 2 (Legacy)       | Jouable (Duos, Groupes)  | Unity          |
| FALL BALL                      | Épreuves d'équipe  | 1 (Legacy)       | Jouable (Duos, Groupes)  | Unity          |
| LA GRIMPETTE                   | Finale             | 1 (Legacy)       | Jouable (Sauf Tournois)  | Unity          |
| SALOON À GÉLATINE              | Épreuve de course  | 4.13             | Jouable (Tournois)       | Créative       |
| ASCENSION GÉLATINEUSE          | Épreuve de course  | 1 (Legacy)       | Jouable                  | Unity          |
| FRUITS + FRUITS = FRUITS       | Épreuve de logique | 5 (Legacy)       | Jouable                  | Unity          |
| CIBLES BASCULANTES             | Épreuve de survie  | 4 (Legacy)       | Jouable                  | Unity          |
| LES FEUX DE LA RAMPE           | Épreuve de points  | 6 (Legacy)       | Jouable (Solo, Tournois) | Unity          |
| ZONE DE COLLINE DE HARICOT     | Épreuve de points  | 1                | Non Jouable              | Unity          |
| HIT PARADE                     | Épreuve de course  | 1 (Legacy)       | Jouable                  | Unity          |
| HAUTEURS VERTIGINEUSE          | Épreuve de course  | 1 (Legacy)       | Jouable                  | Unity          |
| LE TOURNENROND                 | Épreuve de course  | 1 (Legacy)       | Jouable                  | Unity          |
| FOLIE MÉDIÉVALE                | Épreuve de course  | 2 (Legacy)       | Jouable                  | Unity          |
| GLISSADE EN VITESSE            | Épreuve de course  | 3                | Jouable                  | Unity          |
| PROMENADE FESTIVE              | Épreuve de course  | 6 (Legacy)       | Jouable                  | Unity          |
| LES FOUS DU BALLON             | Épreuves d'équipe  | 1 (Legacy)       | Jouable (Duos, Groupes)  | Unity          |
| CROISADE CHAOTIQUE             | Épreuve de course  | 4.15             | Jouable (Tournois)       | Créative       |
| TEMPLE PERDU                   | Finale             | 5 (Legacy)       | Jouable                  | Unity          |
| LES CERCEAUX                   | Épreuve de points  | 2 (Legacy)       | Jouable                  | Unity          |
| DÉGRINGOLADE CYLINDRIQUE       | Épreuve de course  | 4.16             | Jouable (Tournois)       | Créative       |
| HÉROS DE L'HOVERBOARD          | Épreuve de survie  | 4 (Legacy)       | Jouable                  | Unity          |
| BONDISSEURS SPATIAUX           | Épreuve de course  | 4.9              | Jouable (Tournois)       | Créative       |
| CYCLE GÉLATINEUX               | Épreuve de survie  | 4.9              | Jouable (Tournois)       | Créative       |
| VOLEURS SUCRÉS                 | INVISIBIRICOT      | 6 (Legacy)       | Non Jouable              | Unity          |
| FINALE SUR LA POINTE DES PIEDS | Finale             | 2                | Jouable (Duos, Groupes)  | Unity          |
| MALÉDICTION                    | Épreuves d'équipe  | 1 (Legacy)       | Jouable (Duos, Groupes)  | Unity          |
| BOUSCU'BLOCS                   | Finale             | 4.16             | Jouable (Tournois)       | Créative       |
| LES ROIS DU SAUT               | Finale             | 1 (Legacy)       | Jouable                  | Unity          |
| COQ AU RAVIN                   | Épreuve de points  | 4.10             | Jouable (Tournois)       | Créative       |
| SORT IT OUT                    | Épreuve de points  | 4.10             | Jouable (Tournois)       | Créative       |
| BOX PARTY                      | Épreuve de points  | 4.10             | Jouable (Tournois)       | Créative       |
| BULLES QUI S'ACCUMULENT        | Épreuve de points  | 5 (Legacy)       | Jouable                  | Unity          |
| LA TOUPIE INFERNALE            | Épreuve de survie  | 1                | Jouable                  | Unity          |
| VIREVOLTES TROPICALES          | Épreuve de course  | 5 (Legacy)       | Jouable                  | Unity          |
| LES DEUX FONT LA PAIRE         | Épreuve de logique | 1 (Legacy)       | Jouable                  | Unity          |
| RUÉE VERS L'OR                 | Épreuve de points  | 4.13             | Jouable (Tournois)       | Créative       |
| LES BONS TUYAUX                | Épreuve de course  | 6 (Legacy)       | Jouable                  | Unity          |
| C'EST DU LOURD                 | Épreuve de survie  | 5 (Legacy)       | Jouable                  | Unity          |
| REBONDS EN FOLIE               | Épreuve de points  | 1                | Jouable                  | Unity          |
| ROCK 'N' ROLL                  | Épreuves d'équipe  | 1 (Legacy)       | Jouable (Duos, Groupes)  | Unity          |
| ÇA COULE                       | Finale             | 3 (Legacy)       | Jouable                  | Unity          |
| ESQUIVE, PLONGE, SURVIS        | Finale             | 4.15             | Jouable (Tournois)       | Créative       |
| ŒUFORIE                        | Épreuve de points  | 4.17             | Jouable (Tournois)       | Créative       |
| ROULÉ-BOULÉ                    | Épreuve de course  | 4 (Legacy)       | Jouable                  | Unity          |
| BOUILLON AU CHEWING-GUM        | Épreuve de points  | 4.11             | Jouable (Tournois)       | Créative       |
| UN TRAPÈZE OU LA VIE           | Finale             | 4.11             | Jouable (Tournois)       | Créative       |
| LES BASCULES                   | Épreuve de course  | 1 (Legacy)       | Jouable                  | Unity          |
| AU PIXEL PRÈS                  | Épreuve de logique | 2                | Jouable (Duos, Groupes)  | Unity          |
| PISTE FOLLE                    | Épreuve de points  | 3 (Legacy)       | Jouable                  | Unity          |
| LA VILLE VUE D'EN-HAUT         | Épreuve de course  | 4 (Legacy)       | Jouable                  | Unity          |
| REBOUND RUN                    | Épreuve de course  | 4.15             | Jouable (Tournois)       | Créative       |
| BOULES DE NEIGE EN FOLIE       | Épreuve de survie  | 3 (Legacy)       | Jouable                  | Unity          |
| BATAILLE DE BOULES DE NEIGE    | Épreuves d'équipe  | 3 (Legacy)       | Jouable (Duos, Groupes)  | Unity          |
| LE SALTODROME                  | Finale             | 4.14             | Jouable (Tournois)       | Créative       |
| TRÉSOR                         | Épreuve de points  | 4.14             | Jouable (Tournois)       | Créative       |
| ATTRAPE QUEUES                 | Épreuve de points  | 1 (Legacy)       | Jouable (Solo, Tournois) | Unity          |
| CIRCUIT DE VÉLOCITÉ            | Épreuve de course  | 1                | Jouable (Solo, Tournois) | Unity          |
| PUISSANCE ÉLECTRIQUE           | Épreuves d'équipe  | 4 (Legacy)       | Jouable (Duos, Groupes)  | Unity          |
| FONTE DES GLACES               | Finale             | 3 (Legacy)       | Jouable                  | Unity          |
| RUISSEAU BOUILLONNANT          | Épreuve de points  | 4.15             | Jouable (Tournois)       | Créative       |
| COURSE CÔTIÈRE                 | Épreuve de course  | 4.17             | Jouable (Tournois        | Créative       |
| SUR LA POINTE DES PIEDS        | Épreuve de course  | 1 (Legacy)       | Jouable                  | Unity          |
| ATTAQUE SUR PISTE              | Épreuve de course  | 1                | Jouable                  | Unity          |
| CULBUT'ARBRE                   | Épreuve de course  | 5 (Legacy)       | Jouable                  | Unity          |
| DANS LA TOUNDRA                | Épreuve de course  | 3 (Legacy)       | Jouable                  | Unity          |
| VOLLEYFALL                     | Épreuve de points  | 1                | Jouable                  | Unity          |
| HEX-ANNEAU                     | Finale             | 1                | Jouable                  | Unity          |
| MURS SANS FRONTIÈRES           | Épreuve de course  | 2 (Legacy)       | Non Jouable              | Unity          |
| BALLE REBONDISSANTE            | Finale             | 1                | Jouable                  | Unity          |
| HOP HOP HOP                    | Épreuves d'équipe  | 1 (Legacy)       | Jouable (Duos, Groupes)  | Unity          |
| BALLES DE L'ATLANTIDE          | Épreuve de survie  | 3                | Jouable                  | Unity          |
| PENTES GLISSANTES              | Épreuve de course  | 4.14             | Jouable (Tournois)       | Créative       |
| CAVERNES CHAOTIQUES            | Épreuve de course  | 4.13             | Jouable (Tournois)       | Créative       |
| HEXA-TERRESTRE                 | Finale             | 2                | Jouable                  | Unity          |
| CARNAVAL CHAOTIQUE             | Épreuve de course  | 4.11             | Jouable (Tournois)       | Créative       |
| TRAPÈZES TERRIFIANTS           | Épreuve de course  | 4.11             | Jouable (Tournois)       | Créative       |
| DRAGONS VÉLOCES                | Épreuve de course  | 4.14             | Jouable (Tournois)       | Créative       |
| ÉQUILIBRISME                   | Épreuve de course  | 6 (Legacy)       | Jouable                  | Unity          |
| HÉROS DE L'HYPERVITESSE        | Épreuve de survie  | 2                | Jouable                  | Unity          |
| FRUITS EN FOLIE                | Épreuve de course  | 1 (Legacy)       | Jouable                  | Unity          |
| GÉLATINE EN PAGAILLE           | Finale             | 4.13             | Jouable (Tournois)       | Créative       |
| VALSE DU KRAKEN                | Finale             | 3                | Jouable                  | Unity          |
| TOURNER ET ÉLIMINER            | Finale             | 4.9              | Jouable (Tournois)       | Créative       |
| CHASSE AU PINGOUIN             | Épreuves d'équipe  | 3 (Legacy)       | Jouable (Duos, Groupes)  | Unity          |
| CIRCLE O' SLIME                | Finale             | 4.10             | Jouable (Tournois)       | Créative       |
| ROULÉ-BOULÉ                    | Finale             | 4.11             | Jouable (Tournois)       | Créative       |
| HEXAGONE INFERNAL              | Finale             | 1 (Legacy)       | Jouable                  | Unity          |
| RODÉO GÉLATINEUX               | Finale             | 4.13             | Jouable (Tournois)       | Créative       |
| CASTLE SIEGE                   | Finale             | 4.14             | Jouable (Tournois)       | Créative       |
| ASCENSION DE SAPIN             | Finale             | 4.15             | Jouable (Tournois)       | Créative       |
| COURSE SUR LES TOITS           | Épreuve de course  | 4.16             | Jouable (Tournois)       | Créative       |
| VENTS EN POUPE                 | Finale             | 4.17             | Jouable (Tournois)       | Créative       |
| MARÉES HAUTES                  | Épreuve de course  | 4.17             | Jouable (Tournois)       | Créative       |

### Progression

#### Généralités
En un pass, un joueur peut progresser jusqu’au niveau 70 (40, 50, 100, 120, 160, 200 ou 300 dans les anciens pass) en accumulant des points de célébrité. À chaque niveau passé, le joueur obtient des récompenses : kudos, costumes, couleurs, motifs, visages, animations, célébrations, émoticônes, expressions, émissous et fragments de couronnes,.
Lors du passage en free-to-play, les couronnes ne sont plus utilisables et sont converties en kudos (une couronne équivaut à 3 000 kudos). Elles restent néanmoins dans le jeu pour faire avancer le « rang de couronne » qui lui reste le même depuis la saison 3 (Legacy). Néanmoins, ce dernier a reçu quelques ajouts lors de la saison 1 et de la mise à jour de juillet 2024. Une nouvelle monnaie est également ajoutée au jeu, les émissous. Grâce à cette monnaie, les joueurs peuvent acheter le Pass VIP et de nombreux objets à la boutique d'objets, etc.
Le jeu PC étant téléchargeable initialement sur Steam puis sur l'Epic Games Store, les joueurs peuvent également débloquer des succès en jouant, au nombre de 34.

#### Classé
Le 1er avril 2025, un mode classé est ajouté au jeu permettant de débloquer des récompenses à la fin de chaque cycle en fonction du rang atteint, des kudos à partir du rang "débutant", des couronnes à partir du rang "concurrent", des émoticônes spécifique à chaque rang à partir du rang "or" et un costume exclusif aux rangs "étoiles" et "superstar". Les récompenses sont mises à jour à la fin de chaque cycle.

### Boutique
Il existe 2 monnaies utilisables dans la boutique : les kudos et les émissous.
Les kudos permettent d’acheter des outils de personnalisation de l'avatar du joueur de rareté basse. Les émissous, quant à eux, permettent d'acheter des éléments de personnalisations plus rares (jusqu'à spécial).
Les objets sont disponibles de façon limitée en nombre et dans le temps (sous forme de « rotation »). Ces items sont classés par ordre de rareté, influant sur leur prix en kudos et en émissous. Ils n'ont qu'un intérêt esthétique et ne fournissent pas d'avantage en jeu.

## Développement et publication

Logo initial de Fall Guys: Ultimate Knockout.

Le jeu a été annoncé lors de l'E3 en juin 2019 et a été publié le 4 août 2020 sur PC et PlayStation 4,. Plusieurs mises à jour ont suivi pour la première saison,,, et le 8 octobre 2020, la deuxième saison sur le thème médiéval est déployée. Son succès a suscité plus d'embauches,.
En août 2020, l'entreprise chinoise Bilibili annonce vouloir développer une version mobile du jeu pour Android et iOS uniquement disponible en Chine,.
En février 2021, Fall Guys est annoncé sur Nintendo Switch, Xbox One, Xbox Series pour l'été 2021,. Cependant, en avril de la même année, ces versions sont reportés à 2022, précisant travailler sur la progression cross-platform entre toutes les versions du jeu.
En mars 2021, Mediatonic et sa société parente Tonic Games Group sont rachetés par Epic Games. Mediatonic annonce un peu plus tard que les développeurs du jeu se concentrent sur l'ajout du cross-plateform sur toutes les versions du jeu,, en utilisant des ressources provenant de Fortnite, accessibles depuis le rachat par Epic Games.
Le 18 novembre 2021, Mediatonic annonce qu'un compte Epic Games sera requis pour jouer à partir de la saison 6 (legacy), permettant la synchronisation des données entre toutes les plateformes ainsi que des pseudos personnalisés pour les joueurs PC. Le 22 février 2022, Mediatonic déploie une mise à jour du jeu, ajoutant l'overlay d'Epic Games et permettant ainsi d'inviter ses amis.
Le 15 mars 2022, Mediatonic annonce qu'un nouveau lanceur PlayStation sera disponible à partir du 5 avril 2022 que les joueurs devront installer pour pouvoir continuer de jouer. Le 9 mai 2022, l'ancien lanceur s'arrête et n'est donc plus utilisable. Les deux lanceurs sont très similaires, à la différence du publicateur qui n'est plus Devolver Digital, mais Epic Games. Les joueurs ayant téléchargé le nouveau lanceur sont autorisés à récupérer un costume gratuit, disponible jusqu'à la fin de la saison 6 (legacy).
Le 16 mai 2022, Mediatonic et Epic Games annoncent que Fall Guys devient free-to-play en même temps que sa sortie sur Xbox et Nintendo Switch le 21 juin 2022. De plus, une version spécialement conçue pour PlayStation 5 est annoncée, ajoutant de meilleurs visuels et des effets DualSense. Le jeu est également retiré de Steam pour être remplacé par Epic Games. Cependant, les joueurs ayant acheté le jeu sur Steam peuvent continuer à jouer et recevoir les mises à jour sur cette plateforme. Le jeu a également été renommé Fall Guys (en retirant Ultimate Knockout du titre). Les joueurs ayant acheté le jeu avant le 21 juin reçoivent un pack contenant des cosmétiques et des costumes, tandis que le pass de la première saison est gratuit pour ces joueurs.
Le 16 août 2024, Epic Games annonce et sort L'Epic Games Store sur Android dans le monde entier et iOS dans l'Union Européenne, ce qui permet désormais de jouer à Fall Guys sur iOS et Android

## Réception

### Critiques
Le 25 juillet 2020, un peu plus d'une semaine avant la sortie du jeu, Mediatonic lance une campagne de beta public afin de tester le jeu en conditions réelles et en faire la promotion. Le premier week-end de cette beta, Fall Guys est le jeu le plus populaire sur Twitch, notamment grâce au système de clés d'accès distribuées par les streamers,.

### Ventes
Dès le premier jour, le jeu est un succès commercial, atteignant 1,5 million de joueurs en moins de 24 heures et occasionnant des problèmes de charge des serveurs.
Au 26 août 2020, trois semaines après la sortie du jeu, le studio annonce que le jeu s'est vendu à 7 millions d'exemplaires sur Steam et qu'il est le jeu le plus téléchargé en un mois sur PlayStation Plus, où le jeu est gratuit le premier mois.